# Myxobolus asymmetricus
Myxobolus asymmetricus is een microscopische parasiet uit de familie Myxobolidae. Myxobolus asymmetricus werd in 1912 beschreven door Parisi. 